# 1906

## أحداث
- تأسيس مدينة بجاية وتقع حاليا في الجزائر.
- تأسيس مدينة كوبيخا وتقع حاليا في بوليفيا.
- تأسيس مدينة أوتجيوارونغو وتقع حاليا في ناميبيا.
- تأسيس مدينة دورج وتقع حاليا في الهند.
- تأسيس مدينة إمبو، كينيا وتقع حاليا في كينيا.
- 25 فبراير: تأسيس مدينة آيسكيول وتقع حاليا في الأرجنتين.
- 9 مايو: تأسيس مدينة وينكلر وتقع حاليا في كندا.
- 16 يوليو: تأسيس مدينة بباوليستا وتقع حاليا في البرازيل.
- وقوع الغزو العثماني لبلاد فارس بداية من 1 أغسطس 1906 إلى 1 سبتمبر 1906.

13 يونيو جرت حادثة دنشواي

## مواليد
- فيصل بن عبد العزيز آل سعود
- أحمد محمد عبد العال هريدي
- أرسطو أوناسيس
- أوليغ أنتونوف
- إبراهيم أنيس
- إد جين
- إرنست تشين
- إرنست روسكا
- الشيخ عبد الباسط عبد العليم حجاب
- بريثفيراج كابور
- بي بيناديرت
- بيلي ويلدر
- تيد بيرس
- جورج والد
- حسن البنا
- حسن الكرمي
- خالد النقشبندي
- خليل تقي الدين
- رمضان حمود
- روبرت هوارد
- روبرتو روسيليني
- رياض السنباطي
- سوني ليندستورم
- سيد قطب
- سيف وانلي
- سين توموناجا
- شارل مالك
- صمويل بيكيت
- طاهر الزمخشري
- عبد العزيز القوصي
- عبد القادر عودة
- عبد اللطيف أبو قورة
- عمر فروخ
- فرتز كريمر
- فرج الله الحلو
- فردوس محمد
- فريز فريلينغ
- فلاديمير بريلوغ
- فليكس ترومب
- فيرناندو غويديسيلي
- فيليب جونسون
- كارلو سكاربا
- كلينث بروكس
- كورت غودل
- لويس لولوار
- ليونيد بريجنيف
- ماريا غوبرت-ماير
- مايكل ستيوارت
- محمد عبد الله الخطيب
- محمد محمود الخضيري
- منصور الشامي الدمنهوري
- وجيه البارودي
- ويليام جويسي
- 19 مارس - أدولف أيخمان.
- عويض ابن عواض العصيمي
- 29 أبريل - غوستافا آينر، إحاثية نمساوية.
- 24 مايو - هاري هاموند هيس، جيولوجي أمريكي يٌعتبر أحد مؤسسي نظرية الصفائح التكتونية.

## وفيات
- إبراهيم اليازجي.
- يوسف بن عبد الله الإبراهيم.
- إيلي دوكميان.
- بول سيزان.
- بيار كوري.
- جيمس اي بويد.
- عفيفة الشرتونية.
- فريدرك وليم ميتلاند.
- لودفيغ بولتزمان.
- هاينريش هارت.
- هنريك إبسن.
- ويليام وريد.
- كريستوف فريدريش هيغيلماير.
- عبد المجيد شوقي الجاشنجي

## نال جائزة نوبل
- في الفيزياء – البريطاني جوزيف طومسون.
- في الكيمياء – الفرنسي هنري مواسان.
- في الطب – مناصفة بين الإيطالي كاميلو غولجي والإسباني سانتياغو رامون إي كاخال.
- في الأدب – الإيطالي جوزويه كاردوتشي
- في السلام – الرئيس الأمريكي ثيودور روزفلت.